# Dwór w Kwiatowie
Dwór w Kwiatowie – zabytkowy dwór we wsi Kwiatów.
Dwór wybudowany w 1790 r., przebudowywany w XIX i XX  w. Obiekt jest częścią zespołu dworsko-folwarcznego w skład którego wchodzą jeszcze:
- park z XVIII w., zmiany w XIX w.;
- stajnia z wozownią z końca XVIII w.,
- dwie oficyny z drugiej połowy XIX w.,
- stodoła i obora z drugiej połowy XIX w.,
- dom ogrodnika z końca XIX w.